# Apicia minoa
Apicia minoa är en fjärilsart som beskrevs av Druce 1892. Apicia minoa ingår i släktet Apicia och familjen mätare. Inga underarter finns listade i Catalogue of Life.